# Platja de la Isla (Navia)
La Platja de la Isla de Navia es troba en el conceyu asturià de Navia i pertany a la localitat de Santa Marina. És de forma sinuosa, té una longitud d'uns 300 m i una amplària mitjana d'uns 8 m. El seu entorn és rural, amb un grau d'urbanització molt baix i és una zona gairebé verge i té una perillositat alta. La platja manca de sorra i es tracta d'un jaç de roques. Per accedir a ella cal estar disposat a fer un llarg passeig d'uns tres km.
Per accedir a aquesta platja cal partir des del poble de Santa Marina en direcció oest. Entre les localitats de Puerto de Vega i Santa Marina surt una carretera en direcció a la costa i una vegada que s'arriba a una bifurcació d'aquesta cal prendre un camí cap a l'esquerra que arriba a una capella on cal aparcar el vehicle. Com ja es va indicar, cal realitzar un llarg passeig d'uns tres km al llarg de la costa fins a arribar a la «Isla de Vega».
Té un aparcament però manca de qualsevol servei i les activitats recomanades són la pesca recreativa amb canya o la pesca submarina havent de prendre moltes precaucions en els dies en què hi ha maror. Té una senda costanera en els seus voltants i està propera a la Platja de Frexulfe.